# پاپ ژان پل دوم
پاپ ژان پل دوم (متولد Karol Józef Wojtyła؛ 18 مه 1920 - 2 آوریل 2005) رئیس کلیسای کاتولیک و حاکم دولت شهر واتیکان از 16 اکتبر 1978 تا زمان مرگش در سال 2005 بود.
(به لاتین: Ioannes Paulus PP. II) با نام کارل یوزف وُیتیوا (به لهستانی: Karol Józef Wojtyła) در سال ۱۹۲۰ در لهستان به دنیا آمد. وی در ۱۶ اکتبر ۱۹۷۸ به رهبری کلیسای کاتولیک و حاکم واتیکان برگزیده شد و تا زمان مرگش در ۲ آوریل سال ۲۰۰۵ در این سمت بود. او نخستین و تنها پاپ اسلاو و لهستانی و اولین پاپ غیر ایتالیایی پس از پاپ آدریان ششم هلندی در ۱۵۲۲ میلادی بود. او در کل ۲۶ سال و ۵ ماه و ۱۶ روز در این مقام بود. وی پس از پطرس مقدس (۳۴ سال) و پیوس نهم (۳۲ سال) رتبه ۳ را در بین کل پاپ‌های تاریخ براساس میزان سال‌هایی که در این مقام بود را داشت. به همین دلیل او از جمله پاپ‌هایی محسوب می‌شود که بیشترین مدت تصدی این مقام را در تاریخ داشته‌اند. او ۲۶۴مین پاپ بود. پاپ ژان پل دوم یکی از جهانی‌ترین پاپ‌های عصر حاضر بود، به او لقب پاپ خانواده داده بودند.
ژان پل دوم به عنوان یکی از پرنفوذترین رهبران سده بیستم میلادی شناخته می‌شود. این باور گسترده وجود دارد که او هم‌چنین نقش مهمی در پایان کمونیسم در کشور خود لهستان و به تدریج در اروپا داشته‌است. وی هم‌چنین در بهبود رابطه کلیسای کاتولیک با اسلام، یهودیت و کلیسای ارتدکس شرقی تأثیر به‌سزایی داشته‌است.
در ۱۹ دسامبر ۲۰۰۹، بندیکت شانزدهم جانشین ژان پل دوم، او را مقدس اعلام کرد؛ و ژان پل دوم در ۱ مه ۲۰۱۱ پس از این که معجزه درمان بیماری پارکینسون یک راهبه فرانسوی به شفاعت او منتسب شد وارد شده به بهشت اعلام شد. در ۲ ژوئیه ۲۰۱۳ معجزه دومی از سوی پاپ فرانسیس مورد پذیرش و تأیید قرار گرفت. ژان پل دوم در ۲۷ آوریل ۲۰۱۴ به همراه ژان بیست‌وسوم قدیس شد. در ۱۱ سپتامبر ۲۰۱۴، پاپ فرانسیس این دو را به یادبود اختیاری را به تقویم عمومی رومی جهانی قدیسین اضافه کرد.

## رابطه با جهان اسلام
او اولین پاپ کاتولیک بود که در ۶ مه ۲۰۰۱ وارد مسجدی در دمشق شد و در آن به نیایش پرداخت.

## شفافیت مالی

همراه با رونالد ریگان ۱۹۸۴

از سال ۱۹۸۱ میلادی، دربار واتیکان به دستور ژان پل دوم، برای خاتمه‌دادن به حدس و گمان‌ها در مورد میزان ثروت و درآمد کلیسا، حساب‌های مالی خود را منتشر می‌کند.

## ترور نافرجام
در سال ۱۹۸۱ میلادی ژان پل دوم در میدان سن پی‌یر واتیکان دچار سوءقصد شد و به شدت مجروح شد عامل ترور محمدعلی آغجا (ملی‌گرای ترک و عضو گروه فاشیستی گرگ‌های خاکستری) نام داشت که پس از دستگیری گفته بود که ترور پاپ را سازمان جاسوسی شوروی و گروهی از دیپلمات‌های بلغارستان سازمان‌دهی کرده‌اند.

### عفو پاپ

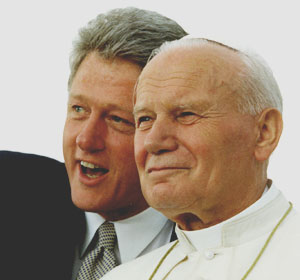
همراه با رئیس‌جمهور ایالات متحده آمریکا بیل کلینتون

پاپ ضارب خود را زود بخشید. او در سال ۱۹۸۳ به زندان رفت و به مدت ۲۰ دقیقه به تنهایی با محمدعلی آغجا گفتگو کرد و اصرار ورزید که این مکالمه محرمانه باقی بماند.
پاپ بعدها گفت که آغجا آموزش دیده بوده و به تنهایی عمل نکرده‌است. اما معتقد بود که هم سوء قصد و هم زنده ماندن او به اراده خدا بوده‌است. او گلوله‌ای را که از بدنش خارج شده بوده به عبادتگاه فاطیما در پرتغال اهدا کرد زیرا معتقد بود مریم در سال ۱۹۱۷ به سه دختر در این منطقه خبر داده بود که چنین حادثه‌ای رخ می‌دهد. آغجا نیز در هنگام محاکمه خود به این پیشگویی اشاره کرد.
اصرار پاپ موجب بخشش آغجا در سال ۲۰۰۰ شد. او به ترکیه بازگردانده شد و حکم مرگش نیز به ده سال حبس تقلیل یافت.
آغجا یکبار در سال ۲۰۰۶ آزاد شد اما مجدداً به فرمان دادگاه عالی ترکیه دستگیر شد و بقیه دوران محکومیت خود را سپری کرد.

## تقدیس

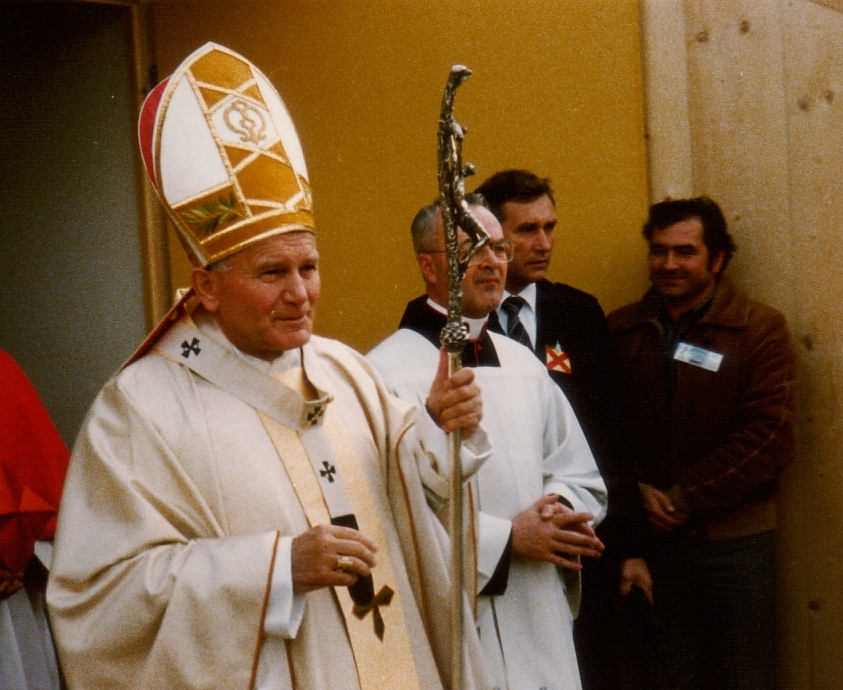
ژان پل دوم ۱۹۸۰

در مراسم عشای ربانی که یکشنبه هفتم اردیبهشت ۱۳۹۳ (۲۷ آوریل ۲۰۱۴) در واتیکان در فضای باز و با حضور یک میلیون نفر برگزار شد دو پاپ فقید، پاپ ژان پل دوم و پاپ ژان بیست و سوم برای نخستین بار هم‌زمان تقدیس شدند. در این مراسم پاپ فرانسیس و پاپ بندیکت شانزدهم، حدود صد نفر از سران دولت‌ها و حکومت‌ها و چهره‌های برجسته خانواده‌های سلطنتی حضور داشتند. این رخداد در طول دو هزار سالی که از عمر کلیسای کاتولیک می‌گذرد سابقه نداشته‌است، دو پاپ سابق در مراسمی که دو پاپ در آن حضور داشتند هم‌زمان تقدیس شدند. قدیس شدن روندی طولانی است اما پاپ ژان پل دوم که یکی از جهانی‌ترین پاپ‌های عصر حاضر بود و به او لقب پاپ خانواده داده بودند، پس از نه سال تقدیس شده‌است.

## روابط با ایران
نوشتار اصلی: سفر محمد خاتمی به ایتالیا (۱۹۹۹)
سید محمد خاتمی، رئیس‌جمهور وقت، در سال ۱۳۷۷ به دعوت رسمی دولت ایتالیا وارد این کشور شد. او همچنین به واتیکان رفته، با پاپ ژان پل دوم ملاقات کرد. این دیدار به نماد گفتگوی اسلام و مسیحیت تبدیل شد. پاپ و محمد خاتمی در این دیدار هدایایی به یکدیگر دادند. پاپ ژان پل دوم قابی با نقوش حکاکی شده به خاتمی اهدا کرد و خاتمی نیز یک جلد «دیوان حافظ»، یک «قالیچه نفیس ایرانی قاب شده با نقش میدان سن مارکو واقع در شهر ونیز ایتالیا» و مجموعه کامل سریال «مردان آنجلس» (داستان اصحاب کهف) در شش نوار ویدئویی (VHS) را به عنوان هدیه، اهدا کرد.